# Joseph Mahmoud
Joseph Mahmoud (Safí, Marruecos, 13 de diciembre de 1955) es un atleta francés de origen marroquí retirado, especializado en la prueba de 3000 m obstáculos en la que llegó a ser subcampeón olímpico en 1984.

## Carrera deportiva
En los JJ. OO. de Los Ángeles 1984 ganó la medalla de plata en los 3000 m obstáculos, con un tiempo de 8:13.31 segundos, llegando a meta tras el keniano Julius Korir y por delante del estadounidense Brian Diemer.